# Piptospatha insignis
Piptospatha insignis är en kallaväxtart som beskrevs av Nicholas Edward Brown. Piptospatha insignis ingår i släktet Piptospatha och familjen kallaväxter. Inga underarter finns listade.